# محسن میهن‌دوست
محسن میهن‌دوست (۸ بهمن ۱۳۲۳ – ۱۳ شهریور ۱۴۰۱) نویسنده، پژوهشگر، اسطوره‌شناس، مردم‌شناس، شاعر، و اندیشمند ایرانی بود. میهن دوست، مقالات و کتاب‌های زیادی در زمینه‌های فرهنگ عامه، اسطوره‌شناسی و مردم‌شناسی نوشته بود.

## کتابشناسی
- اوسنه‌های عاشقی (نشر مرکز، ۱۳۷۸)
- باکره‌های پری زاد (انتشارات توس، ۱۳۷۹)
- سنت شکن (انتشارات توس، ۱۳۷۹)
- نه کلید (انتشارات توس، ۱۳۷۹)
- اگر من بی دم، تو هم بی دم (انتشارت گل آذین، ۱۳۷۹)
- گفتاری از سیاووش شاهنامه (انتشارات کتابسرای تندیس، ۱۳۷۹)
- پژهش عمومی فرهنگ عامه (نشر توس، ۱۳۸۰)
- اوسنه‌های پهلوانی - تغزلی و درنگی تحلیلی و نظری در آنها (نشر مرکز، ۱۳۸۱)
- اوسنه‌های بخت و درنگی تحلیلی نظری در آنها (نشر مرکز، ۱۳۸۲)
- اوسنه‌های خواب و درنگی تحلیلی و نظری در آنها (نشر مرکز، ۱۳۸۲)
- سمندر چل گیس: سی و سه اوسانه (نشر ماکان، ۱۳۸۴)
- اوسنه‌های چند موضوعی و درنگی در اصطلاح "مکر زن!" (انتشارات گل آذین، ۱۳۸۶)
- افسانه‌های دشت توس، پریان آب، انار بهشتی (نشر فقهی، ۱۳۸۷)
- کله فریاد: ترانه‌هایی از خراسان (انتشارات گل آذین، ۱۳۸۸)
- داستان کیخسرو از زبان راوی دشت توس (انتشارات سفیر اردهال، ۱۳۹۰)
- اسطوره آب، چیستی پری (انتشارات ترانه، ۱۳۹۷)
- عاشقانه‌های گریز (انتشارات شمشاد، ۱۳۹۷)

## مقالات
- قصه در قلمرو ادبیات شفاهی (مردم‌شناسی و فرهنگ عامه مردم، پاییز ۱۳۵۴، شماره ۲)[۱]
- Le Conte dans Ia Litterature Orale(ادبیات شفاهی کونته لو در) (مردم‌شناسی و فرهنگ عامه مردم، پاییز ۱۳۵۴، شماره ۲)[۲]
- پدیده‌های وهمی دیر سال در جنوب خراسان (هنر و مردم، ۱۳۵۵، شماره ۱۷۱)[۳]
- درنگ (کتاب ماه هنر، ۱۳۷۹، شماره ۲۵و۲۶)[۴]
- پنداره‌ها و باورداشت‌های عامیانه (مثال مردمی حق) (کتاب ماه هنر، ۱۳۸۰، شماره۳۱–۳۲)[۵]
- عناصر و اشخاص انسانی و غیرانسانی در اوسنه‌های پهلوانی تغزلی (کتاب ماه هنر، ۱۳۸۰، شماره ۳۹و۴۰)[۶]
- آتشکام اسطوره (کتاب ماه هنر، ۱۳۸۱، شماره۴۳–۴۴)[۷]
- برگی از دلدادگیهای گیتیانه (جهان کتاب (پیاپی ۱۶۴)، بهمن ۱۳۸۱، شماره۱۹–۲۰)[۸]
- رد پای اشو زرتشت در فرهنگ عامه (کتاب ماه هنر، ۱۳۸۲، شماره ۵۵و۵۶)[۹]
- واژگان مرموز، خوانش چند معنایی! (جهان کتاب (پیاپی ۱۷۸)، بهمن ۱۳۸۲، شماره۱۰)[۱۰]
- درنگی بر بادورهای آیینی، و گردان آب! (همایش ملی قنات، ۱۳۸۳)[۱۱]
- فهلوی گوی زروانی (کتاب ماه هنر، ۱۳۸۳، شماره ۶۷و۶۸)[۱۲]
- اساطیر در گسترهٔ فرهنگ ایران باستان (کتاب ماه هنر، ۱۳۸۳، شماره ۷۵و۷۶)[۱۳]
- هزار و یک شب (کتاب ماه هنر، ۱۳۸۴، شماره ۷۹و۸۰)[۱۴]
- جادوی کلام و مکر روایتی (کتاب ماه هنر، ۱۳۸۴، شماره ۸۱و۸۲)[۱۵]
- وای (کتاب ماه هنر، ۱۳۸۴، شماره ۸۵و۸۶)[۱۶]
- کتاب هفت (جهان کتاب (پیاپی ۱۹۹)، آبان ۱۳۸۴، شماره۷)[۱۷]
- تکلمه یی بر تمرین مدارا و «انتقاد» (اهورا، پاییز و زمستان ۱۳۸۵، شماره۴–۵)[۱۸]
- نماد گیاه، و گیاه درمانی در باور عامه (رودکی، اسفند ۱۳۸۵ و فروردین ۱۳۸۶، شماره ۱۲ و ۱۳)[۱۹]
- انگار و داشتی از آیین پهلوانی (کتاب ماه هنر، ۱۳۸۶، شماره ۱۰۹ و ۱۱۰)[۲۰]
- موسیقی بومی و فولکلوریک ایران زمین را بیشتر دریابیم (کتاب ماه هنر، ۱۳۸۷، شماره ۱۱۵)[۲۱]
- بستری برای جاودانگی (کتاب ماه هنر، ۱۳۸۷، شماره ۱۱۶)[۲۲]
- اسطوره، چشمه‌گانی برای هنر (کتاب ماه هنر، ۱۳۸۷، شماره ۱۱۷)[۲۳]
- پیوندهای ایرانی و اسلامی اسطورهٔ پارزیفال (کتاب ماه هنر، ۱۳۸۷، شماره ۱۱۸)[۲۴]
- تبر ابومسلم در داستانی با استادکاران جوانمرد (کتاب ماه هنر، ۱۳۸۷، شماره ۱۲۱)[۲۵]
- دفتری در شناخت کهن الگوی جوان و جوانمردی (کتاب ماه هنر، ۱۳۸۷، شماره ۱۲۱)[۲۶]
- دیگر بنخواهد خاست-در ناگزیری مرگ گیل‌گمش(کتاب ماه هنر، ۱۳۸۷، شماره ۱۲۶)[۲۷]